# Марія Веркентін
Марія Вікторія Веркентін (нар. 21 березня 1901, Корделівка, Калинівський р-н, Вінницька обл. — 2 лютого 1944, Освенцим, Польща) — польський рентгенолог.

## Біографія
Марія Веркетін народилася 21 березня 1901 року в селі Корделівка на Вінниччині в сім'ї Оттона Веркентіна та Алоїзи, народженої Кіменс. Закінчила середню школу в Києві та розпочала навчання на медичному факультеті Київського університету ім Т. Шевченка, а закінчила у Варшаві. У 1925 році була нагороджена дипломом медичних наук. Під час навчання працювала волонтером на кафедрі внутрішніх хвороб Варшавського університету, а потім у радіологічній лабораторії Завадовського. З 1929 року Веркетін очолювала лабораторію радіології у лікарні Вольського. Навчалася у Відні, Берліні та Лондоні. У вересні 1943 року Марія була заарештована в Чарноцині під Варшавою, її відправили до табору в Освенцим. Веркетін відмовилася підписати списки, що врятувало б її від Освенцима. Працювала в табірному лазареті. У таборі захворіла на тиф і була застрелена охоронцем табору.
У таборі Аушвиць загинула вся родина Веркентін: брат та сестра Марії, а згодом і матір, яка померла у Вольській лікарні.
Марія Веркетін залишила близько 20 доповідей у галузі рентгенології легеневих захворювань.

## Нагороди
Нагороджена Орденом Відродження Польщі.

## Вшанування пам'яті
Символічна могила знаходиться на Євангелічно-Аугсбурзькому кладовищі за адресою вул. Млинарська у Варшаві (Алея 15, могила 24).
У залі Інституту туберкульозу та хвороб легенів у Варшаві є присвячений їй барельєф, розроблений Людвікою Нічовою.